# 栃木県道50号藤岡乙女線

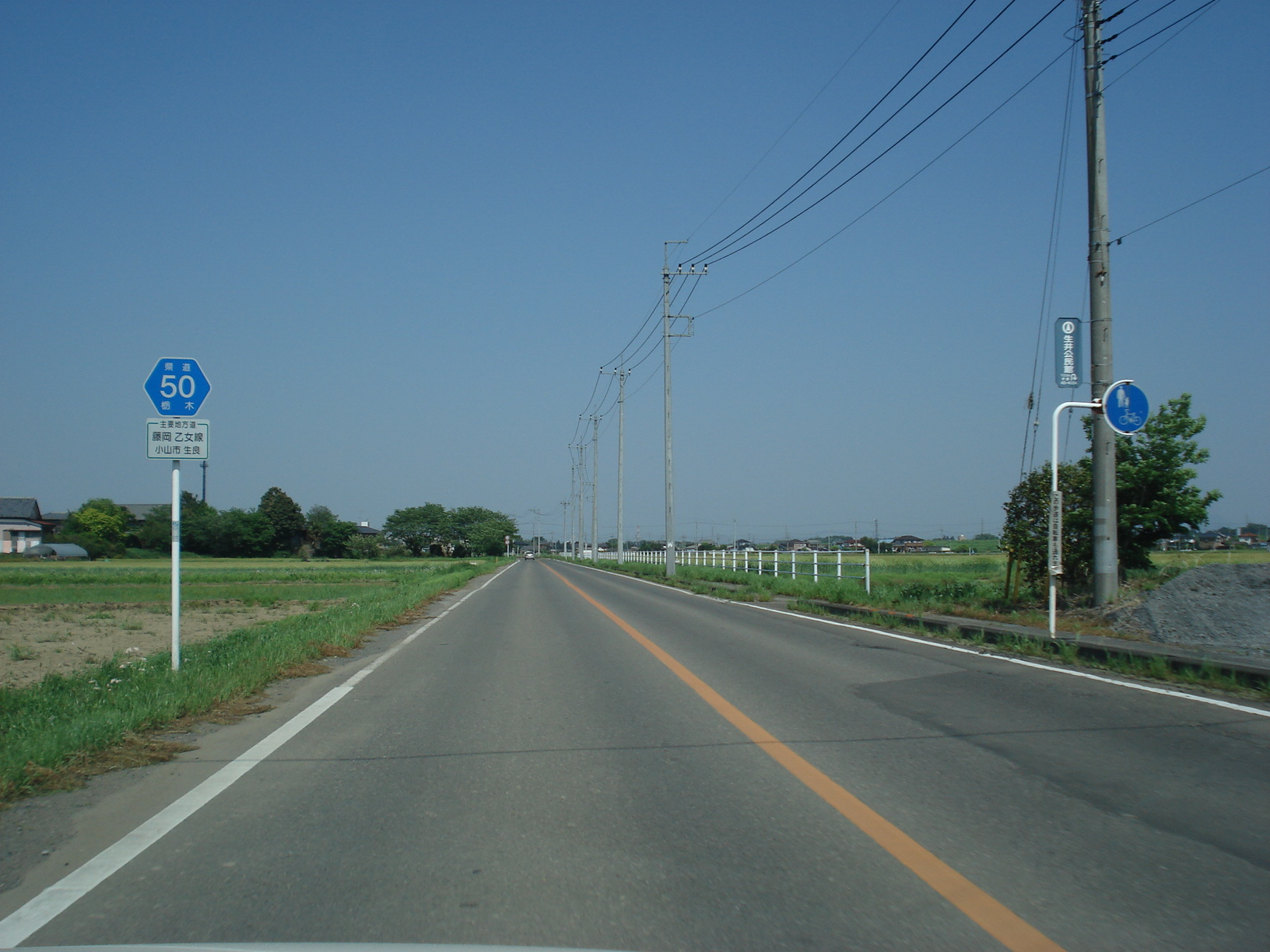
栃木県小山市生良付近

栃木県道50号藤岡乙女線（とちぎけんどう50ごう ふじおかおとめせん）は、栃木県栃木市藤岡町藤岡から小山市乙女に至る県道（主要地方道）である。

## 概要
栃木県南部の栃木市藤岡地区から部屋地区、小山市生井地区を経て小山市間々田地区で国道4号に合流する道路。藤岡町では渡良瀬遊水地の北辺を経由している。

### 路線データ
- 総延長：12.853 km
- 実延長：12.805 km[1]
- 起点：栃木県栃木市藤岡町藤岡（新開橋北交差点 = 栃木県道9号佐野古河線交点）
- 終点：栃木県小山市乙女2丁目（乙女交差点 = 国道4号交点）
- 認定：1977年（昭和52年）1月11日

## 歴史
- 1961年（昭和36年）4月1日 - 主要地方道藤岡間々田線として認定。[要出典]
- 1977年（昭和52年）1月11日 - 藤岡乙女線に改称。
- 1993年（平成5年）5月11日 - 建設省から、県道藤岡乙女線が藤岡乙女線として主要地方道に指定される[2]。

## 路線状況

### 重複区間
- 栃木県道173号萩島白鳥線（小山市上生井 - 小山市網戸）

## 地理

### 通過する自治体
- 栃木市
- 小山市

### 交差する道路
- 栃木県道9号佐野古河線（起点）
- 栃木県道11号栃木藤岡線（栃木市藤岡町藤岡・藤岡大橋北交差点）
- 栃木県道252号蛭沼川連線（栃木市藤岡町蛭沼 蛭沼交差点）
- 栃木県道174号南小林松原線（栃木市藤岡町新波十字路）
- 栃木県道173号萩島白鳥線（小山市上生井）
- 栃木県道173号萩島白鳥線（小山市上網戸）
- 国道4号（終点）